# Wijnbouw in Uruguay

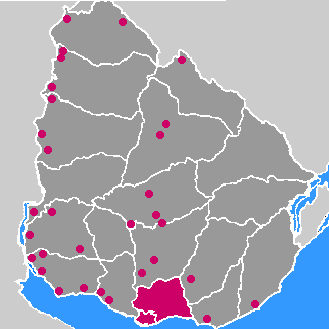
Wijnregio's in Uruguay

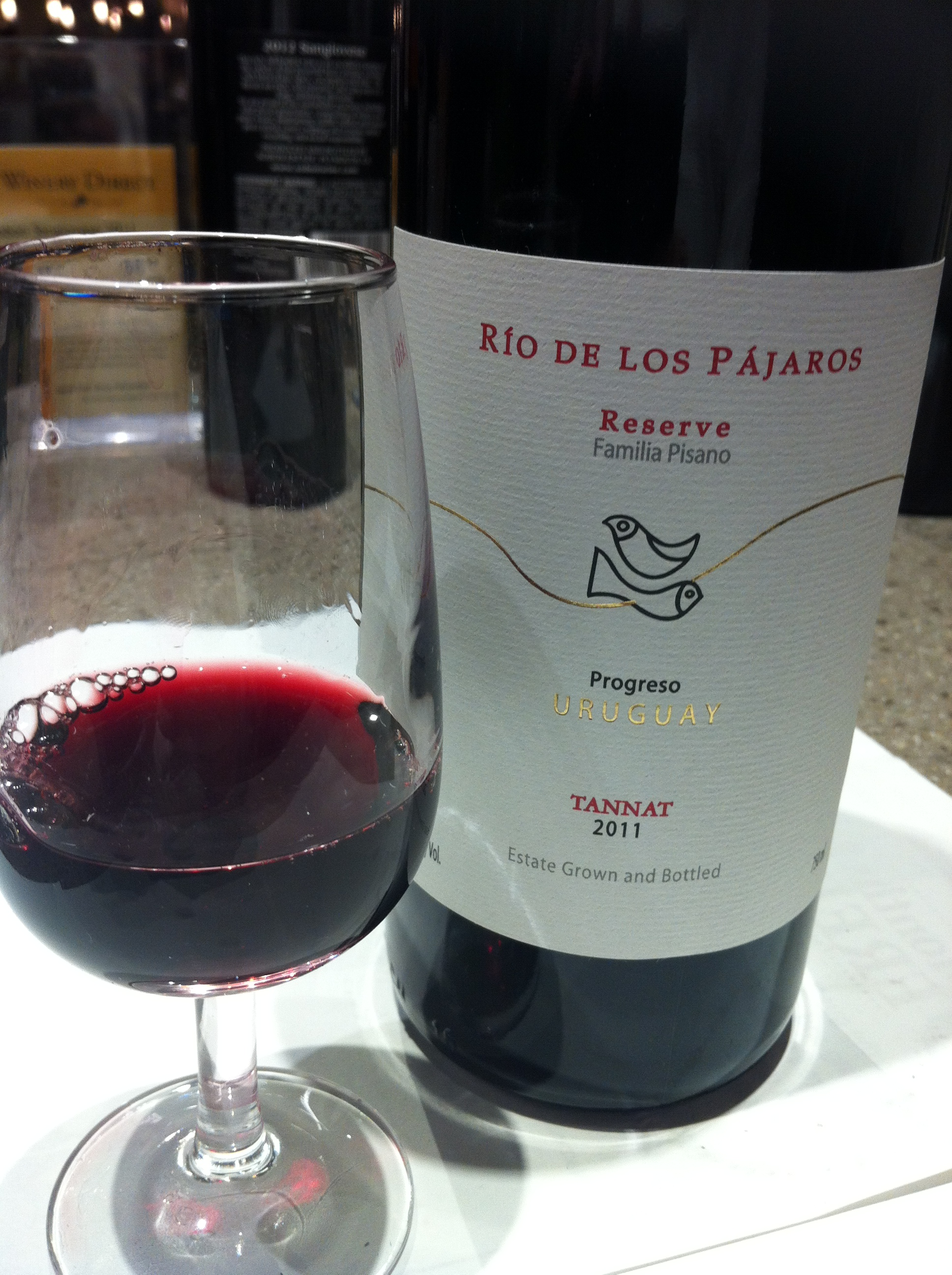
Een Tannatwijn uit Uruguay

Uruguay is de vierde grootste wijnproducent in Zuid-Amerika, met een productie van 109.001 ton in 2008. Er zijn meer dan 8500 ha wijngaarden in Uruguay.
De moderne wijnindustrie in Uruguay gaat terug tot 1870 en werd opgestart door immigranten, voornamelijk uit Baskenland en Italië.

## Classificaties
Er zijn twee classificaties voor Uruguayaanse wijnen:
- Vino de calidad preferente (VCP), "kwaliteitswijn". Wijnen die gemaakt zijn van Vitis vinifera variëteiten en moeten verkocht worden in flessen van 75 cl of kleiner.
- Vino común (VC), "tafelwijn". VC-wijnen worden meestal verkocht in mandflessen en Tetra Paks, en zijn veelal roséwijnen.

## Wijnregio's
De wijngaarden bevinden zich voornamelijk in de kuststreken. Het is hier kouder en natter dan op de Chileense en Argentijnse wijngaarden. De belangrijkste druif is de Tannat, oorspronkelijk uit Zuidwest-Frankrijk. Naast de tannat verbouwt men onder meer ook Cabernet sauvignon, Chardonnay en Sauvignon blanc.

## Afbeeldingen

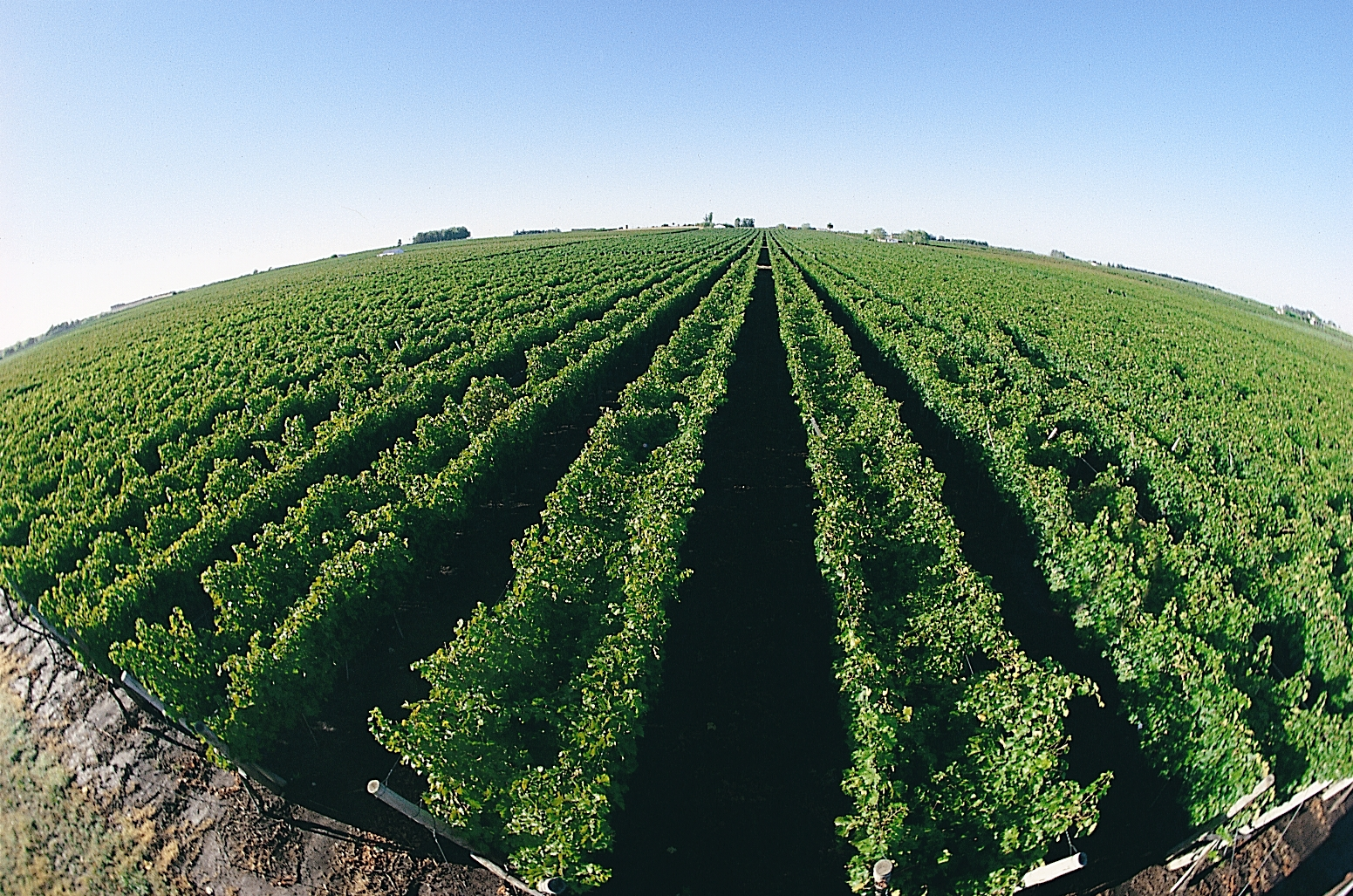
Wijngaard
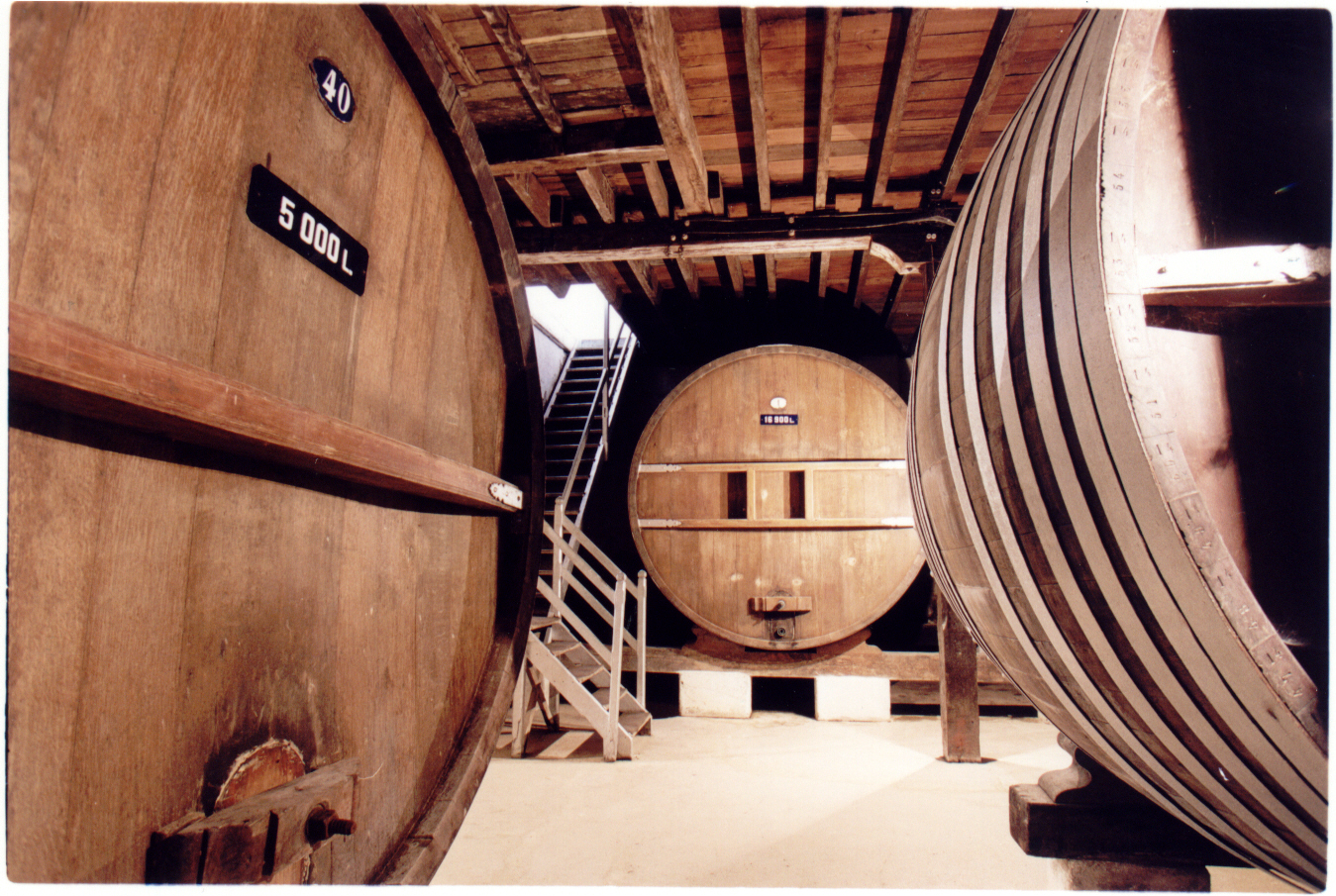
Wijnkelder